# یاک فیلستا
یاک فلستاد (نروژی: Jack Fjeldstad؛ ۲۴ مارس ۱۹۱۵ – ۴ سپتامبر ۲۰۰۰) بازیگر و تهیه‌کننده فیلم اهل نروژ بود.
از فیلم‌ها یا برنامه‌های تلویزیونی که وی در آن نقش داشته است، می‌توان به نه زندگی و همه اینها به‌علاوه ایسلند اشاره کرد.